# Toussaint le Juge
Toussaintz le Juge eller Toussaint le Juge, död 25 juni 1632 i Paris, var en fransman som avrättades för häxeri.   Han var en av de åtalade i en av Paris största häxprocesser, ett åtal som involverade mer än 25 personer och som pågick i fyra år (1631-1635).  
År 1631 anmälde Anthoine Crestien sin mor Mazette le Bas för häxeri, och sin styvfar Didier Aubertin, Toussaint le Juge och Barbe Dodin för att vara hennes medbrottslingar. De anklagades för att ha åkallat andar hemma hos Mazette le Bas. 
Den 13 december 1631 dömde domaren i Saint-Germain Mazette le Bas med två medbrottslingar, Toussaint le Juge och Barbe Dodin. Mazette le Bas döms till förvisning, Toussaint le Juge till galärerna, Barbe Dodin blev frikänd men måste stå till rättvisans förfogande. Toussaintz le Juge var den enda av de åtalade som i slutändan dömdes till döden. Han dömdes i första instans till att bli galärslav, men den slutliga domen var en dödsdom. Han blev strypt och bränd på bål 25 juni 1632. 
Domen var ovanlig. Paris var känt för att vara mycket mild ifråga om häxeri: Parisuniversitetet, som influerade Parisparlamentet, var skeptiska till häxeri, och det kungliga hovet var nyfikna på trolldom men såg det som en kuriositet. Åtal för häxeri i övriga norra Frankrike överklagades till Paris, och det förekom att personer från övriga Frankrike avrättades i Paris; Leonora Dori avrättades i Paris 1617, och senast Parisparlamentet hade godkänt en häxavrättning var den mot Catherine Bouillon i Orleans 1625. Däremot var avrättningar för häxeri av parisare mycket ovanliga. Utifrån de arkiv som finns bevarade, hade ingen person mantalskriven i Paris avrättats för häxeri i Paris sedan 1390 (även om detta kan bero på att dokument inte finns bevarade), och ingen avrättades heller igen förrän 1674.